# Modřany
Modřany (německy Moderschan) jsou od 1. ledna 1968 částí Prahy, dnes jsou městská čtvrť a katastrální území městské části Praha 12, jejíž úřad na území Modřan sídlí. Jejich historie sahá až k 11. století. Dne 13. listopadu 1936 byly povýšeny na městys, 14. června 1964 k nim byly připojeny Komořany a někdy v roce 1963 či 1966 byl modřanský místní národní výbor přejmenovaný na městský národní výbor, což se fakticky rovnalo povýšení na město.

## Historie Modřan

### Nejstarší zmínky
Prvně je osada „Modřiluhy“ (staré označení místa na močálovité luční rovině) zmiňována v zakládací listině kapituly Vyšehradské roku 1088, dle níž tam obdržel probošt poplužní dvůr a mlýn. Dle názorů odborníků je však tato listina středověké falzum, a tak doloženě zmiňuje Modřany prvně až Soběslav II., který roku 1178 v darovací listině vyšehradské kapitule prohlašuje: „dávám také těmže bratřím území v městečku Modřany na dva pluhy s vinicí.“ Toto nadání potvrdil Václav I. a rozšířil je o platy a rybáře k prebendám kanovnickým. Karel IV. připojil roku 1356 k nadání ještě les a zvoníky v Modřanech. První zmínka o cle v Modřanech pochází z roku 1383.
Mimo to nacházíme doklady, že i jiné části vsi byly v tomto období tzv. majetkem duchovním. Sakristovi kostela Pražského (kostel sv. Víta) náležel prokazatelně před rokem 1356 dvůr s dědinami v Modřanech – dle tehdejšího zvyku postupován právem zákupním.
Odborníci odhadují, že modře kvetoucí lužní rostlinou, po které mají Modřany jméno, mohl být hyacint modrý.

### Husitská doba
Značně trpěly Modřany za husitských válek. Již v roce 1420 při tažení husitů na zbraslavský klášter byly zcela vypleněny a zdejší kostel vypálen.
24. března 1427 se rozložila husitská vojska (táborité a sirotci) u Modřan a dožadovala se (marně) vpuštění do Prahy. Roku 1429 porazili u Modřan spojení pražané vojsko několika českých pánů, které „vedením pana Aleše ze Šternberka a Habarta z Adlaru statky Pražanů hubilo a na přívoze u Modřan dvacet čtyři Novoměstských zajalo“. Že každá vojenská “návštěva” znamenala rabování a plenění místních usedlostí bylo v tehdejších dobách “přirozené”.
V tomto období husitských bouří byl duchovní majetek Modřan převeden do světských rukou. Část Vyšehradskou drželi od té doby Pražané Staroměstští – rozhodnutím císaře Zikmunda, které potvrdil král Jiří z Poděbrad roku 1459 a roku 1472 pak i Vladislav II.
Část vsi, která patřila kostelu pražskému, připsal Lidéř z Radkovic roku 1425 své ženě, Alžbětě ze Šestlic. Alžběta ji roku 1434 postoupila svému druhému muži, Záviši z Valdštejna, ten opět dobrou vůlí předal Vědetovi z Moštěnic, jemuž zápis stvrdil a spolu Komořany zapsal roku 1437 sám císař Zikmund. Oboje držela jeho žena Dorota ještě roku 1454.

### Pohusitská doba

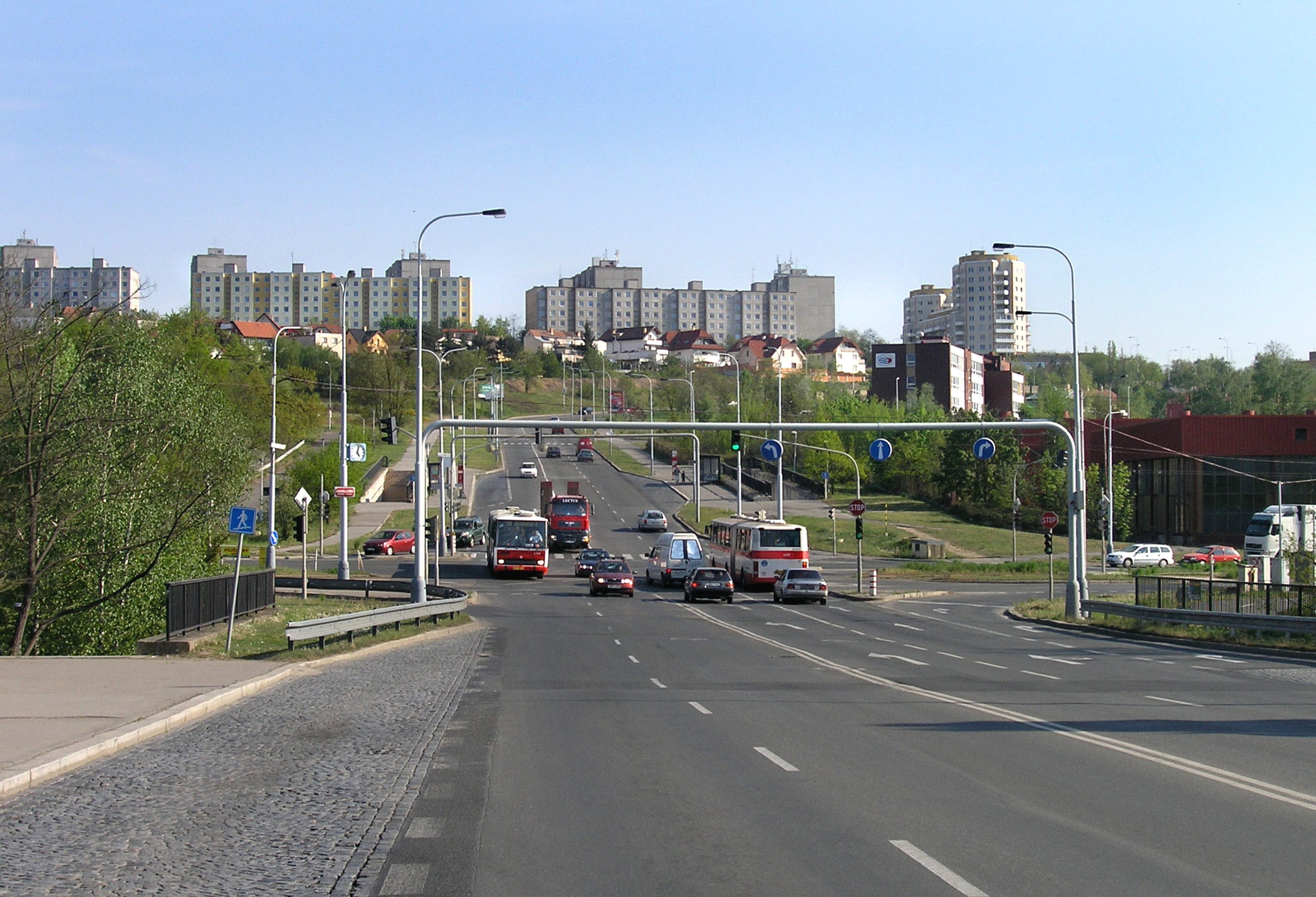
Třída Československého exilu od sídliště Modřany k sídlišti Na Beránku

Clo ze dříví na Vltavě v Modřanech pobírala tehdy rychta Nového Města pražského za vydržování královského dvora.
Roku 1486 věnovala Markéta Zlenická kostelu sv. Jiljí na Starém Městě pražském pět dvorů v Modřanech. Těchto pět usedlostí s mlýnem, domem šenkovním, svobodným a jiným příslušenstvím, kdysi majetek kostela Pražského, přecházelo pak z rukou do rukou, jak kroniky zmiňují: nejprve Jan Hýzrle, po něm po roce 1600 Krištof Želinský ze Sebuzína, pro účast ve vzpouře odsouzen Želinský roku 1623 všeho majetku, avšak pokořiv se dostal milost a dána mu část statků k dočasnému držení. V roce 1626 odkázal je své tetě Kateřině Polyxeně, purkraběnce z Donína, roz. Voděradské z Hrušova a Sukdola, avšak po jeho smrti nebyl odkaz uznán, a statky byly zabrány králem. Od té doby tato část Modřan náležela k Břežanům a dostala se s nimi buď koupí nebo darováním arcibiskupství Pražskému, kterému patřila s Břežanským statkem až do roku 1848.
Pražská část vsi byla městům pražským za odboj proti Ferdinandovi I. zkonfiskována v roce 1547. Výnosy cla byly navráceny Novému Městu pražskému roku 1583 a připojeny k nadání špitálu sv. Alžběty a sv. Bartoloměje. Ostatní (a to ještě ne celá) část byla Pražanům vrácena po úpěnlivých přímluvách a prosbách roku 1586. Jednalo se o „něco platu na lidech s dílem řeky Vltavy a rybníkem, řečeným Tůně.“ Většina dřívějšího majetku byla předána roku 1547 Zbraslavskému klášteru. Ale po bitvě na Bílé hoře byl zabaven Pražanům i tento nevelký majetek a prodán roku 1622 též Zbraslavskému klášteru, kterému tak od té doby náležela kromě pěti usedlostí s mlýnem a vinicí k Břežanům držených, ostatní ves, a to až do jeho zrušení Josefem II. roku 1785.
Poměry v období po třicetileté válce v Modřanech dokládá tzv. berní rule, první český katastr sestavený v letech 1653–1655: Obec se v tom čase dělila mezi dvě panství, zbraslavské a dolnobřežanské. Celkem zde bylo třináct selských usedlostí, sedm chalup, dvě zpustlá selská stavení, pět pustých chalup a jeden sedlák „na živnosti zkažený“. Ve statku byla pouze jediná kráva, ze šedesáti strychů bylo oseto dvacet. Doložena jsou i jména obyvatel: Jakub Kadedej, Ondřej Skřemenskej, Václav Škarohlíd, Kateřina Harauška…
Vlastní škola byla v Modřanech zřízena roku 1770 (předtím děti docházely na Zbraslav). K ní byly připojeny Hodkovičky, komořanský dvůr a samota Šabatka. Prvním učitelem se stal jistý Petr Bayer, syn učitele. Další učitel, Matěj Vydra, na zdejší školu nastoupil roku 1784 a působil zde 35 let. Jeho nástupce Josef Skřivánek zde odučil „pouhých“ 32 let, své učitelské poslání a školu v Modřanech pak přenechal synovi.
Po roce 1785 byla celá osada připojena k panství Zbraslavskému, k němuž pak náležela do roku 1848. (Dle zmínek v pramenech se přitom zdá, že panství Zbraslavské náleželo do správy pražského arcibiskupství).
Roku 1802 vypukl v Modřanech velký požár.

### Urbanizace

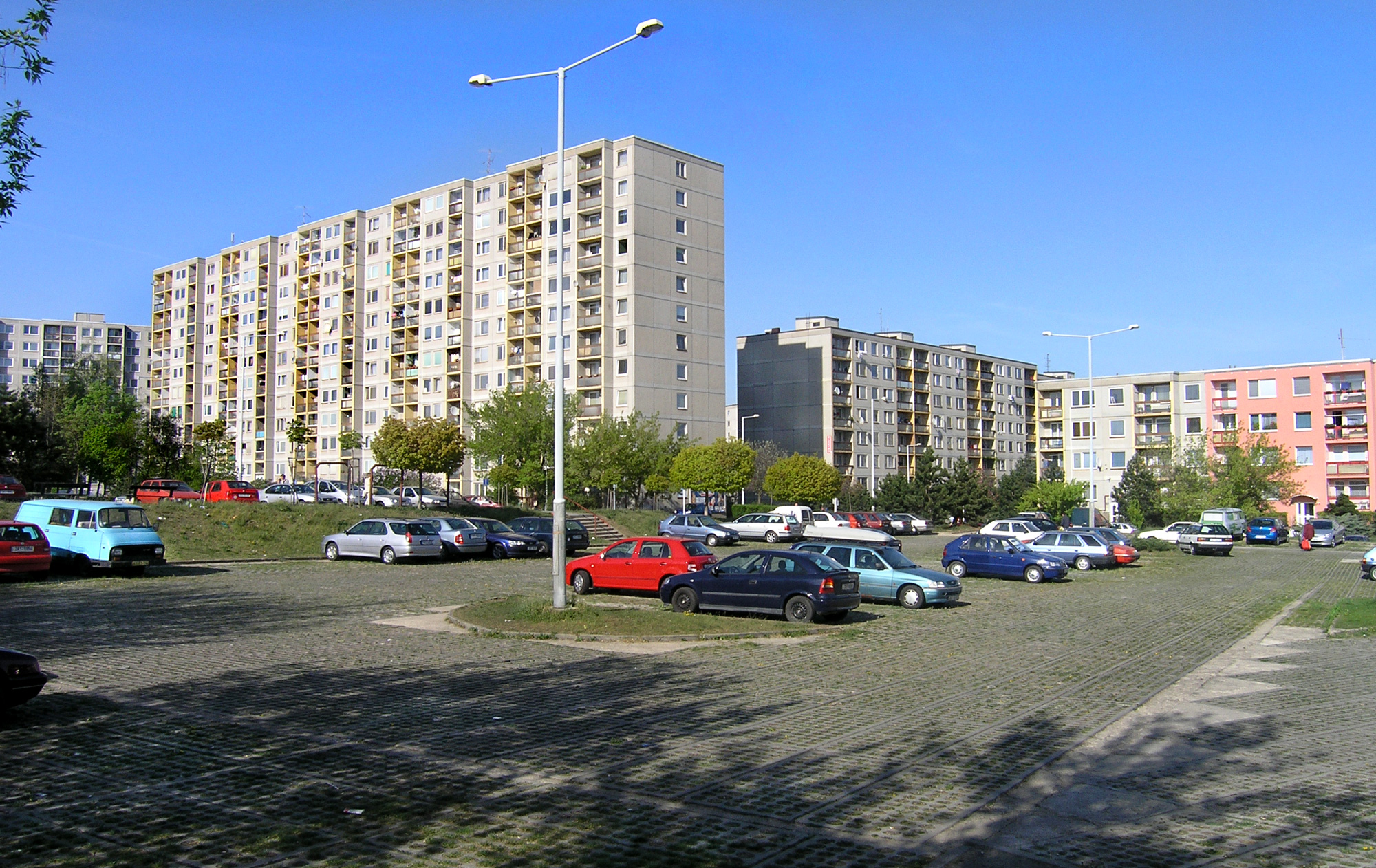
Sídliště Na Beránku

V 19. století Modřany prodělávají proměnu z venkovské vsi na pražskou předměstskou oblast. Zprvu velmi pozvolna, později bouřlivěji, se mění ve své velikosti i vybavení, sociální struktuře i řízení věcí veřejných. Důležitým předpokladem k opouštění zemědělského rázu obce se stalo zrušení roboty roku 1848. Roku 1855 byly Modřany, vybaveny dosud pouze lokalií, povýšeny na samostatnou farnost.
V roce 1860 byla dokončena stavba navigační hráze. I když vodní doprava nesporně prosperovala, vory přestaly v 18. století dostačovat a řečiště bylo upraveno pro lodní dopravu. Podél řeky byly budovány stezky pro koňské potahy, které tahaly lodě proti proudu, a v řece jezy se širokými propustěmi. Roku 1865 byla na Vltavě zavedena paroplavba. Roku 1861 je zde postaven cukrovar. Železnice byla z Prahy do Modřan zavedena za finanční podpory cukrovaru v říjnu roku 1881. Od března 1882 byla zahájena i osobní doprava. K výraznému pokroku došlo po roce 1895, kdy byl postaven železný most do Zbraslavi. O čtyři roky později byla dostavěna okresní silnice Modřany – Zbraslav s odbočkou přes Točnou do Dolních Břežan, roku 1902 okresní silnice na Lhotku, 1904 pak silnice na Libuš a v roce 1915 do Cholupic. V roce 1891 obec získala poštovní a telegrafický úřad.
Jak viděli Modřany v roce 1899:
„Modřany, ves 10 km jižně od Smíchova, 4,5 km severně od Zbraslavi, po obou stranách okresní silnice, na pravém břehu Vltavy, od níž oddělena vysokým železničním náspem dráhy Modřansko - Dobříšské. Některá stavení blíže řeky bývají při povodních zatopena. Od řeky stoupá povlovně ku straně východní mírné návrší, na jehož hřebeně postaven kostel a proti němu zvonice. Velkolepý cukrovar s rafinerií náleží k nejstarším v Čechách. Okolí s utěšenými háji a zalesněnými stráněmi je častým cílem výletníků.
Místní i katastrální obec Modřany s cukrovarem a dvěma parními pilami má ve 224 domech 2308 obyv., z nichž usedlá část. zaměstnává se polním hospodářstvím, zahradnictvím, výrobou proutěného zboží a různými řemesly. V jmenovaných závodech pracuje na tisíc dělníků.
V blízkém, roztomile položeném Zátiší, části obce Modřanské vznikla nedávno vilová čtvrť s úhlednými i skvostnými budovami a restauracemi. Letní tato kolonie velice jest oživena a stala se milým útulkem Pražanů příjemnými procházkami ve svěží zeleni luk.
Směrem severním přiléhá k obci arcibiskupská vinice, k ní druží se několik domů, mezi nimiž restaurace „Pod vinicí“ s bohatou zahradou a rozsáhlou višňovkou.
Obcí protékají dva potoky; na jednom z nich mlýn.
V místě je fara, pětitřídní škola se třemi pobočkami, pošta, telegraf, telefonní spojení, stanice dráhy, přístaviště parníků a četnická stanice.“
Roku 1896 uvedl Ludvík Bartl do provozu parní pilu, která se stane později základem závodu Orion. Roku 1912 byly petrolejové lucerny v modřanských ulicích nahrazeny elektrickými žárovkami. V roce 1913 postavil inženýr Karel Schulz v Komořanech továrnu na autogenní svařování a výrobu kyslíku. Roku 1904 přednášel v Modřanech T. G. Masaryk.

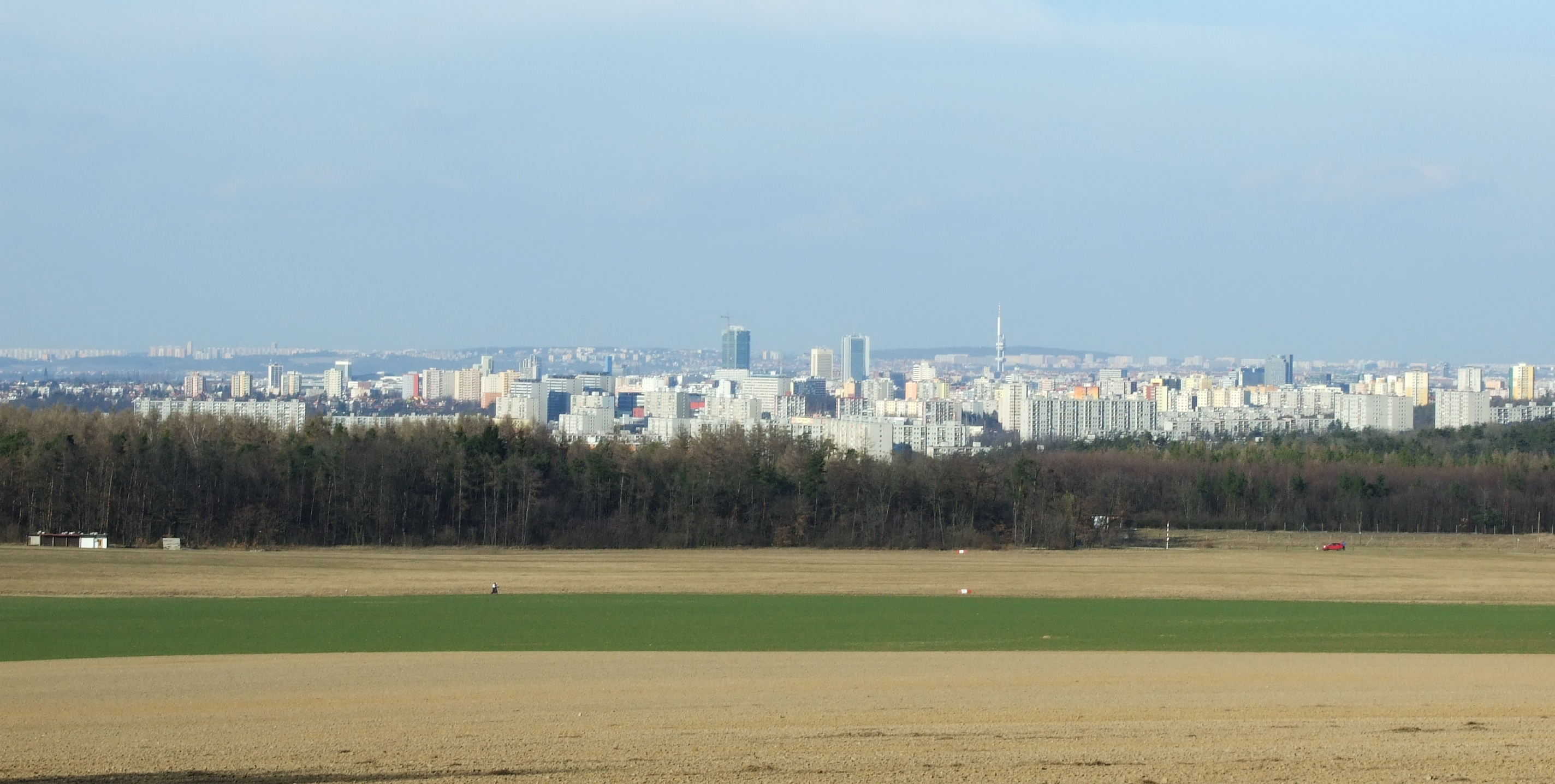
Pohled na Prahu od Cholupic; nejvíce v popředí je vidět modřanskou panelovou zástavbu

Po vzniku Československé republiky, zejména v letech 1924 až 1928, probíhal v Modřanech čilý stavební ruch. Obec využívala toho, že se Praha stala hlavním městem republiky a stěhovaly se sem tisíce lidí potřebujících bydlet. Modřany byly dobře položené se slušným spojením s Prahou železnicí a parníky. V daném období zde tudíž bylo postaveno více než 1200 rodinných domků. Stavební ruch probíhal rovněž na hlavní třídě vedoucí ku Praze, která byla pojmenována jako Masarykova, kde vznikla i nová škola. Podél vltavského břehu v Modřanech a Komořanech vznikly během historie velké průmyslové podniky, zaměstnávající mnoho místních obyvatel: cukrovar (1861), dvě pily a cihelna, Modřanské strojírny (1913), Elektropřístroje (1926), Orion (1932), Mikrotechna (1935), Chirana (1935), Interpharma (1935), Grafotechna (1951) a další, a tak se Modřany staly významným průmyslovým předměstím Prahy. 13. listopadu 1936 byly Modřany povýšeny na městys. Od roku 1932 vychází Modřanský obzor – místní noviny.
V první polovině 30. let se projevuje na životě Modřan hospodářská krize, v r. 1938 přichází opět konjunktura. Staví se měšťanská škola a dva velké domy pro sociálně slabší.
Během nacistické okupace bylo dle záznamů v kronikách 6 místních občanů popraveno, 21 umučeno v koncentračních táborech a 61 se jich z věznic a z koncentračních táborů vrátilo s podlomeným zdravím.
Po druhé světové válce byl v Modřanech jeden ze sběrných táborů pro pražské Němce.
Po roce 1948, tak jako celou republiku, postihlo Modřany znárodňování. Po velkých podnicích byl roku 1948 zasažen celý soukromý sektor, na živnostníky bylo působeno přímým i nepřímým tlakem, a likvidace živností v Modřanech byla prakticky skončena v roce 1959.

### Připojení Komořan a povýšení na město
Komořany patřily od 12. století podobně jako Modřany vyšehradské kapitule. Sousední malá víska Komořánky náležela zbraslavskému klášteru. Od 14. června 1964 byla k Modřanům obec Komořany připojena. Někdy v roce 1963 či 1966 byl modřanský MNV na čas přejmenován na městský národní výbor, což se fakticky rovnalo povýšení na město. Již v roce 1968 však byly sloučeny s Prahou.

### Součástí Prahy
V roce 1974 byla připojeny k Praze celá obec Cholupice i s vesnicí Točná. Roku 1976 (některé zdroje odhadují rok 1981) byl v Cholupicích zrušen místní národní výbor a obě vsi připadly pod přímou působnost MNV v Modřanech,
V Cholupicích bývala středověká tvrz, která je naposledy připomínána roku 1650, později zpustla. Točná je nejjižnější částí Prahy 12. V dávných dobách patřila zbraslavskému klášteru, farností spadala do Modřan. K obci přiléhá keltské opevnění na návrší Šance, které společně s Hradištěm nad Břežanským údolím utvářelo pozoruhodnou pevnostní soustavu už v dobách před naším letopočtem.

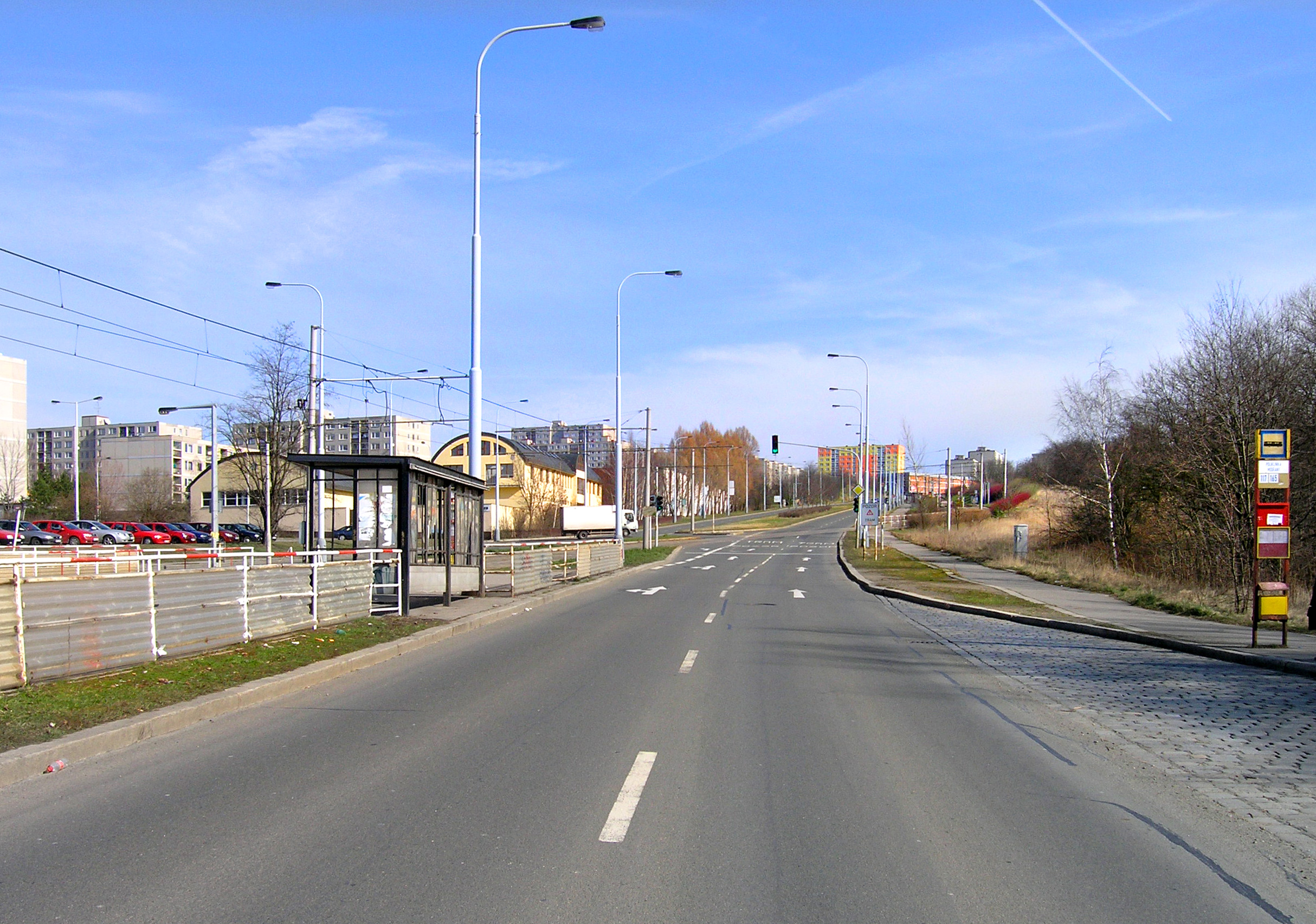
Třída Generála Šišky s tramvajovou zastávkou

Část sídliště Lhotka a Libuš, podle starého místního jména východní části Modřan nově označená jako Kamýk, připadla k Modřanům 1. ledna 1989. (Lhotka bývala již ve 14. století v majetku vyšehradské kapituly. Nacházel se tu poplužní dvůr, který byl při výstavbě nových sídlišť koncem sedmdesátých let zbořen. Lhotka byla ku Praze připojena v roce 1922. Poslední vzpomínkou na starou Lhotku je stará kaplička stojící nedaleko lhoteckého kostela z roku 1937, ten stojí ovšem již na území spadajícím dnes pod Prahu 4.)
Od 1. ledna 1989 bylo pod působnost MNV v Praze 4-Modřanech převedeno celé katastrální území Kamýk, které bylo nově vytvořeno z částí území dosud patřících k Modřanům a Lhotce. MNV Praha-Modřany byl po Chodově a spolu se Stodůlkami koncem 80. let jedním z prvních MNV, které pro své území získaly i některé pravomoci, které dosud příslušely jen obvodním národním výborům. V roce 1990, kdy bylo na území Prahy ustaveno 56 samosprávných městských částí, vznikla transformací působnosti MNV Modřany městská část Praha-Modřany, která zahrnuje katastrální území Modřany, Komořany, Cholupice, Točná a Kamýk, rozkládá se na ploše 2330 hektarů a na jejím území žije přibližně 60 tisíc obyvatel.
Dnem komunálních voleb v listopadu 1994 byla městská část Praha-Modřany přejmenována na Prahu 12. Zároveň byla zreformována část přenesené působnosti tak, že byla v rámci Prahy rozdělena do 15 takzvaných správních obvodů, přičemž městská část Praha 12 vykonávala tuto část působnosti kromě svého území též pro městské části Praha-Libuš a Praha-Kunratice (část nadstandardní působnosti pro tyto dvě městské části však získala i městská část Praha-Libuš). Od roku 2002 došlo k další reformě a vytvoření 22 správních obvodů, přičemž z této rozšířené přenesené působnosti městské části Praha 12 bylo vyjmuto území městské části Praha-Kunratice (bylo převedeno pod městskou část Praha 4) a ponecháno v ní kromě vlastního území pouze území městské části Praha-Libuš (tedy Libuš a Písnice).
V katastrálním území Modřany žije asi 30 000 obyvatel bydlících na dvou a půl tisícovce evidovaných adres. Poštovní směrovací čísla čtvrti jsou 143 00 a 147 00.

## Území a zástavba
Obec Modřany, jak byla vymezena při zavedení obecního zřízení v roce 1849, zahrnovala kromě vlastní vsi Modřany ještě osady Na Vystrkově, Vinice a Zátiší a samoty Na Beránku, Komořsko (Křičkova cihelna), U Rokosa a V Dolech. Při vzniku Velké Prahy k 1. lednu 1922 byla část Zátiší převedena z Modřan k Hodkovičkám a s nimi připojena k Praze. V Modřanech, asi 400 metrů za hranicí Prahy, byl zřízen úřad potravní daně.
Za první republiky vznikly na území Modřan rozsáhlé kolonie rodinných domků: Tylova čtvrť, Tyršova čtvrť a Čechova čtvrť, Baba I, Baba II a Baba III a zvětšila se kolonie Na Beránku.
Éra společného bydlení v činžovních domech Modřany ani další čtvrti Prahy 12 téměř nezasáhla: po rodinných domech přišla rovnou doba panelových sídlišť.
V roce 1977 začala výstavba sídliště Modřany, které je o něco novější než sousední sídliště Lhotka-Libuš; v té souvislosti byla v roce 1976 malá část území Modřan převedena do katastru Lhotky a v roce 1983 část Lhotky k Modřanům. Sídliště Na Beránku bylo dokončováno v letech 1986–1989.

## Historicky významné objekty

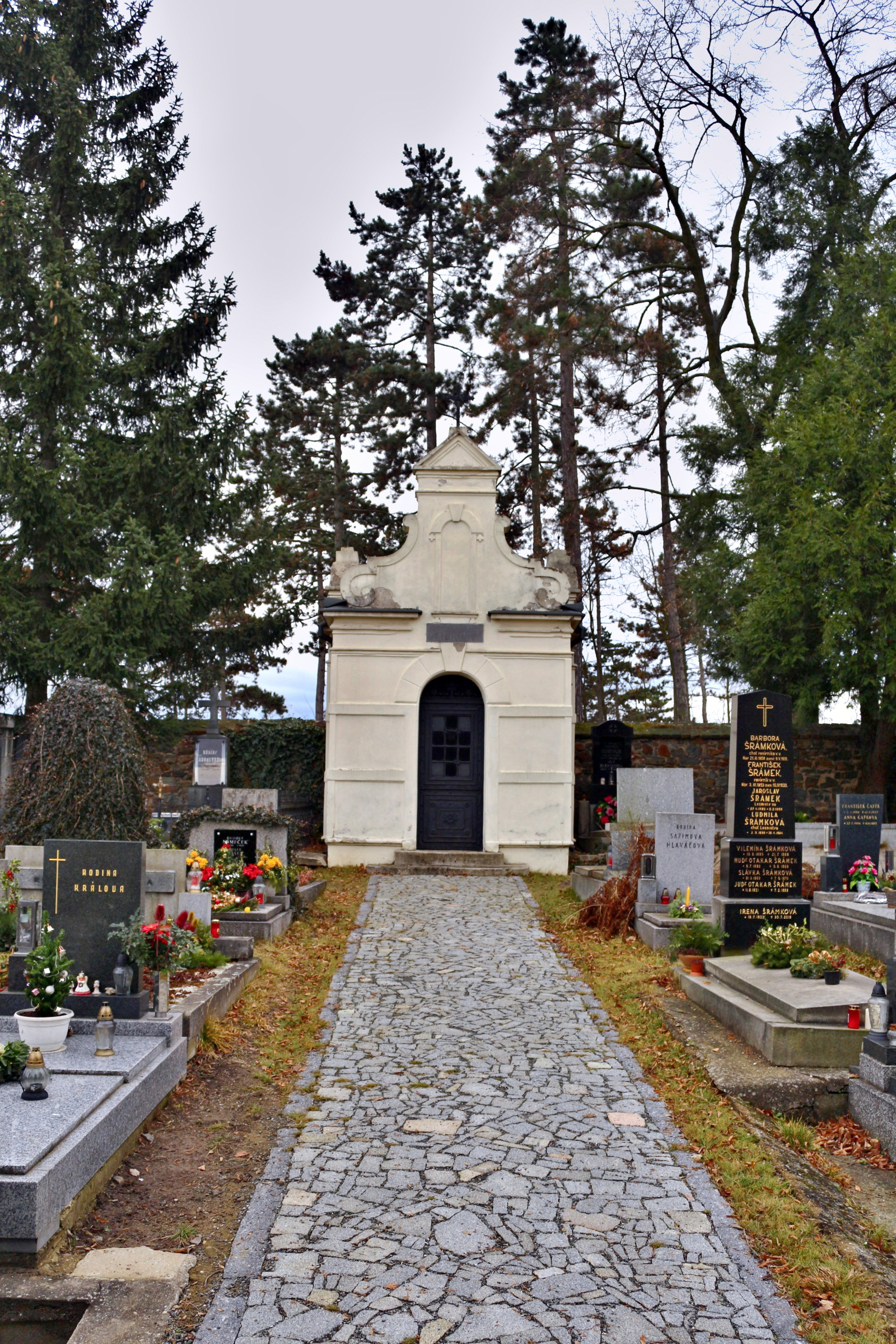
Hřbitovní kaple na Modřanském hřbitově

### Kostel Nanebevzetí Panny Marie
O zřízení kostela postarala se kapitula Vyšehradská jakmile majetek v Modřanech a Komořanech nabyla. Kněze dosazoval probošt kapituly. O kostele máme první nepřímou zprávu z roku 1327, roku 1356 nalézáme zmínku ve stvrzovací listině Karla IV. o zvonících v Modřanech, nezpochybnitelně existenci dokládá zmínka z roku 1384 při vizitaci arcijáhenově v Říčanském děkanátu. Dle dochovaných základů na hřbitově kolem nynějšího kostela a způsobu stavby chóru byl původní kostelík románský. O jeho osudech nemáme doložené zprávy. Byl zřejmě při vandalském zpustošení Zbraslavského kláštera husity roku 1420 také vybit a spálen. Teprve když se Modřany staly majetkem měst pražských, byl opět upraven částečně pro bohoslužbu a opatřen knězem.

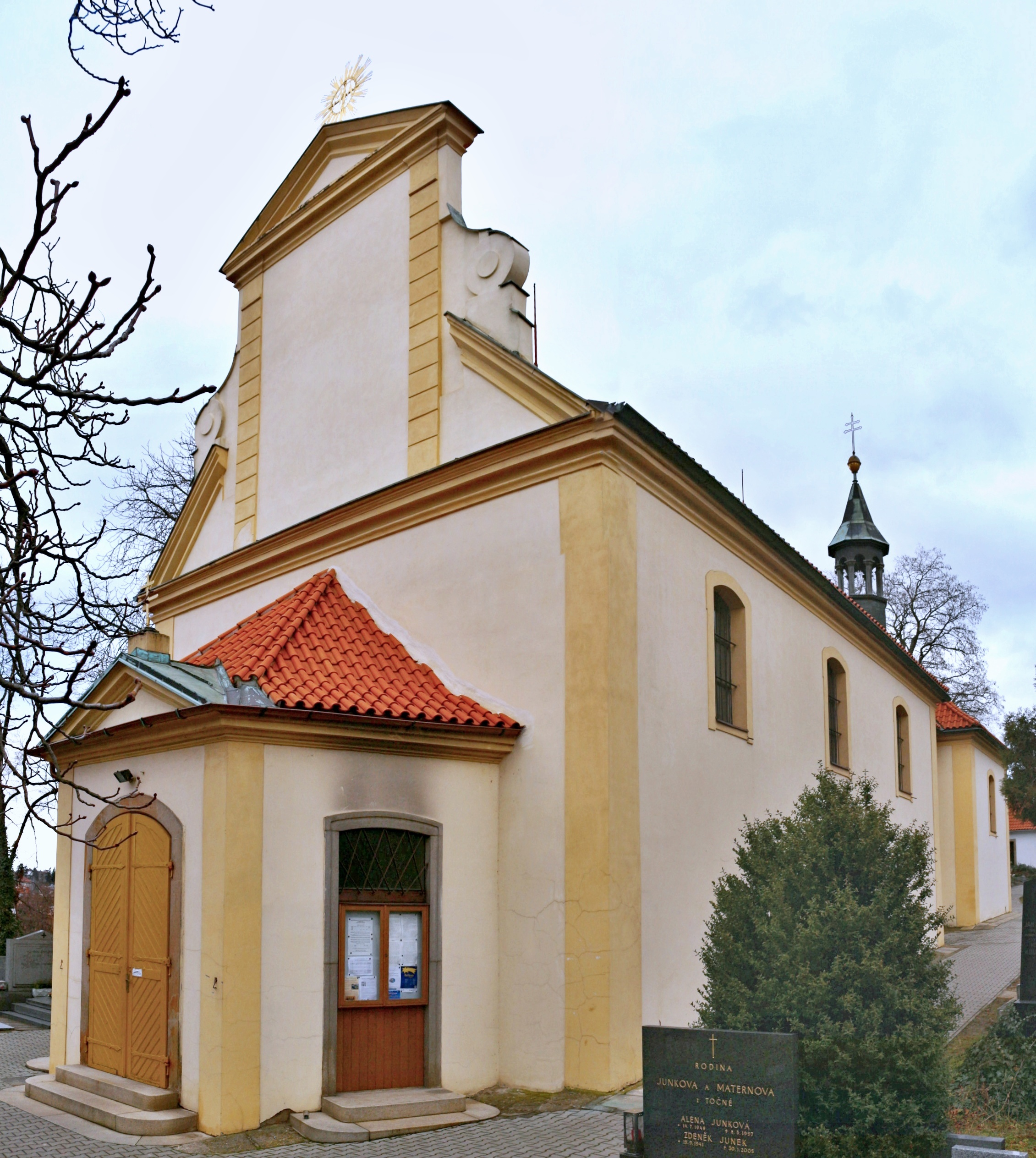
Kostel Nanebevzetí Panny Marie

Po roce 1622, když se dostaly Modřany do majetku Zbraslavského kláštera, byl kostel opraven a přisluhovali k němu klášterníci. Ale ještě než skončí třicetiletá válka, vyplení zbraslavský klášter i jeho okolí Sasové a později kostel spálí Švédové, když ve zbořeništi zřídí skladiště prachu. Po uzavření vestfálského míru kostel upravili zbraslavští cisterciáci – „při tom na východ i západ prolomením stěn prodloužen, zbaven vítězného oblouku i klenby choru a opatřen stropem všude stejné vysokým.“ Obě boční stěny původního kostela přestály všecky pohromy, jak zřetelně ukazuje silné staré zdivo. Další přestavby zcela změnily ráz stavby. Roku 1754 za úřadování zbraslavského opata Adama Aysla byl kostel důkladně opraven a opatřen novou střechou. Zvonice, původně dřevěná, byla postavena od základu z kamene na návrší vedle kostela.
U kostela se od roku 2015 nachází také symbolická křížová cesta vytvořená dobříšským sochařem Miroslavem Beščecem.

### Viniční dům

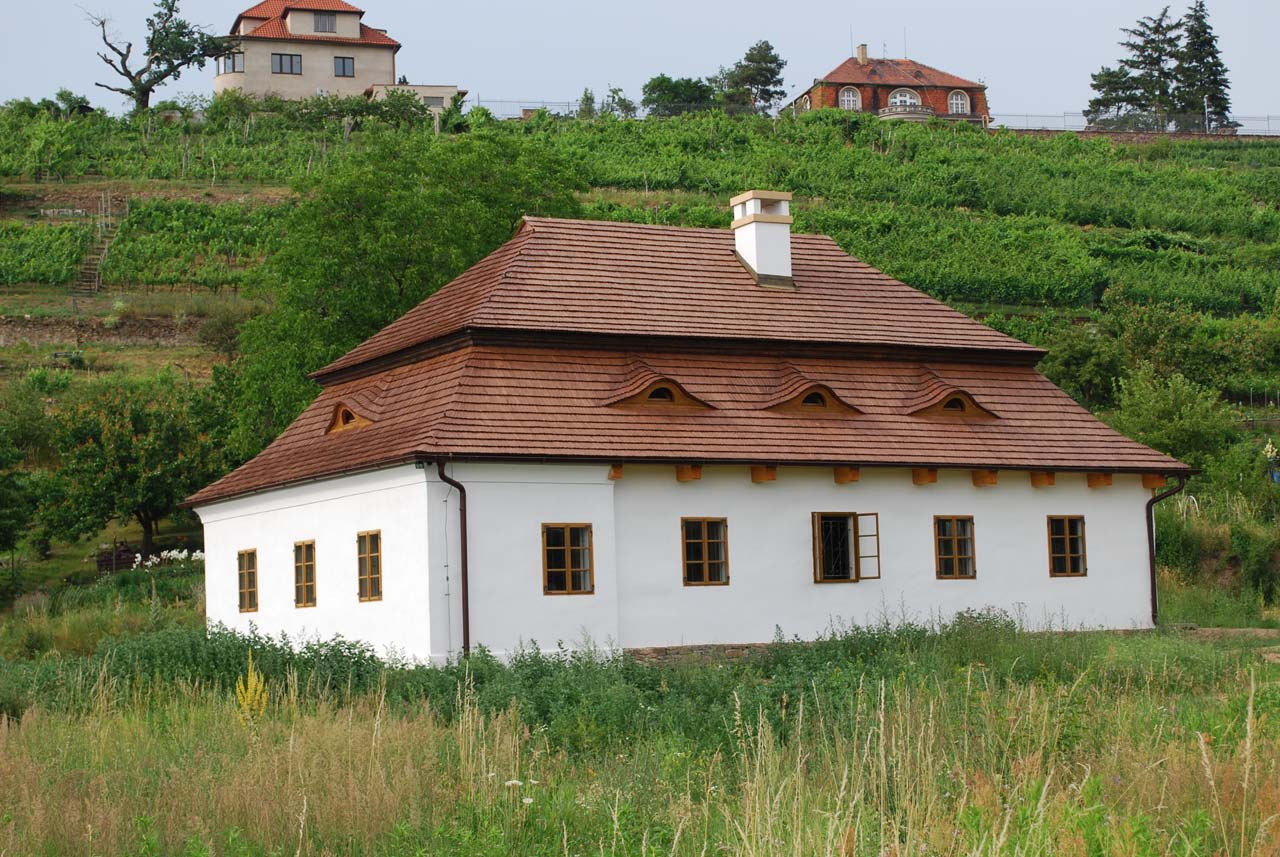
Viniční dům čp. 6

Viniční dům se nachází pod bývalými Modřanskými vinicemi v dnešní ulici Chuchelská. První zmínky pocházejí z darovací listiny Soběslava II. z roku 1178, což tak z Modřanských vinic činí nejstarší vinice na dnešním území hlavního města Prahy. Z historických pramenů se můžeme kupříkladu dovědět, že roku 1481 nastala katastrofální neúroda na Modřanských vinicích a roku 1499 naopak nastala nebývalá úroda vinné révy. Ještě v roce 1915 byla rozloha vinice zhruba 2 hektary. Velké mrazy roku 1929 vinici prakticky zničily a na jejím místě byly nadále sázeny pouze ovocné stromy, které se postupně mísily s náletovými dřevinami. V roce 1987 byl pozemek převeden do bezplatného užívání Českému svazu zahrádkářů, který tuto historicky cennou vinici opět zkultivoval a roku 1989 sklidil první úrodu. V současnosti má pozemek asi 55 parcel, umístěných na svahu za viničním domem, přičemž zejména na těch výše položených se pěstuje výhradně víno. K hlavním pěstovaným odrůdám patří Rýnský ryzlink, Müller-Thurgau, Tramín červený, Rulandské bílé, Rulandské modré a Modrý Portugal.
Samotný viniční domek je původně hospodářská budova z přelomu 18. a 19. století, která se užívala pro praktické účely při sklizni hroznů, výrobě vína a jeho uskladnění. Jde o roubené přízemní stavení umístěné přímo pod vinicemi. Stavba má pětiosé průčelí s mansardovou střechou. Uvnitř se nacházejí trámové stropy s původním krovem a rozměrný komín. Budova má i malý klenutý sklípek. Zrekonstruované přízemní prostory od roku 2014 slouží jako obřadní síň. Do podkroví byla umístěna expozice historie městské části Praha 12. Prostor také slouží k malým krátkodobým výstavám. Na pozemku roste i mohutný chráněný dub a stojí zde replika původní stodoly, kde je provozována kavárna.
Při rekonstrukci viničního domku dokončené roku 2014 byl objeven tzv. modřanský poklad: 351 zlatých a 417 stříbrných rakouských, francouzských a prvorepublikových mincí a několik stříbrných šperků. Nejstarší mince byla vyražena roku 1771, nejnovější roku 1937. 

### Zaniklé stavby
- Rážův mlýn – mlýn z roku 1702 na Libušském potoce
- Starý mlýn – při Vltavě

## Kultura
Husova knihovna v Modřanech byla založena roku 1920. První snahy založit v Modřanech obecní knihovnu byly zaznamenány již před první světovou válkou, zejména na popud Besedy „Tyl“, která roku 1914 zaslala všem spolkům a majitelům knihoven toto provolání: „V roce 1915 slaviti bude národ náš svátek veliký, významu dalekosáhlého a to pětistoleté výročí upálení Mistra Jana Husa. Celý národ se chystá k oslavě. I my chceme přispět malou hřivnou a to utvořením „Husovy knihovny“ a předat tuto do správy obce k veřejnému používání.“ Válka však založení knihovny pozdržela až do 24. 2. 1920, kdy se konala ustavující schůze. Beseda „Tyl" věnovala nově zřízené knihovně přes 1 000 svazků, přispěly i spolky TJ Sokol, DTJ Bratrství a Havlíček. Svou činnost Husova knihovna zahájila 1. 10. 1922, nejprve v Radniční ulici. Během následujících desetiletí byla několikrát přestěhována. Od roku 1993 sídlí v objektu bývalé Občanské záložny (později České spořitelny) na Komořanské ulici. Budova byla postižena povodněmi v roce 2002 a poté prošla rekonstrukcí. Knihovna byla znovu otevřena roku 2006. Od téhož roku také zahrnuje i oddělení pro děti, které dříve sídlilo samostatně v ulici K Dolům. Od roku 1996 má knihovna pobočku v ulici Lysinské.
Ve Vazovově ulici se od 15. 5. 1986 nachází modřanská pobočka Městské knihovny v Praze, největší veřejné knihovny v hlavním městě.
Obě modřanské knihovny pořádají kromě běžných knihovních činností také autorská čtení, výstavy obrazů a fotografií, školní besedy a další kulturní a společenské akce.
Modřanský biograf byl poprvé otevřen roku 1919, a to jako jedno z prvních kamenných kin na území dnešní Prahy. Byl umístěn v prostorách Lidového domu a proto původně nesl název „Bio Lido“. Roku 1932 bylo kino modernizováno tak, aby mohlo promítat zvukové filmy. Za Protektorátu se biograf musel přejmenovat na kino „Viktoria“, po osvobození pak krátce nesl jméno „Vlast“. Od roku 1948 byl přejmenován na kino Modřany. Po roce 1990 byl objekt v restituci navrácen vnukům posledního majitele před zestátněním. V srpnu 2002 budovu biografu těžce postihly povodně: 14. srpna 2002 dosáhla hladina vody v předsálí výšky 195 cm a většina zařízení a vybavení kina byla zničena nebo vážně poškozena. Majitelé se však po povodních rozhodli pro generální opravu a obnovení kina. Biograf je nyní plnoformátové premiérové digitální kino podle standardu DCI, které má k dispozici 3D systém, satelitní sestavu pro příjem komerčních televizních stanic, využívanou pro kulturní a sportovní přenosy, bohatou světelnou a AV výbavu a další moderní technické zařízení. Kromě promítání filmů biograf zajišťuje alternativní kulturní akce (živé koncerty, přenosy operních představení, semináře, školení aj.), speciální programy pro rodiče s dětmi, školy a seniory, malé výstavy výtvarných uměleckých děl, výměnnou knihovnu aj. V předsálí kina se nachází kavárna a před budovou je v letních měsících otevřena zahradní restaurace.
Kulturní centrum „12“ je příspěvková organizace, jejímž zřizovatelem se roku 2004 stala Městská část Praha 12. Centrum funguje jednak v přízemí a suterénu polyfunkčního domu v ulici Jordana Jovkova, jednak v pobočce v ulici Pertoldova. Centrum nabízí „aktivity kulturního, výchovného, zájmového, společenského, pohybového, poznávacího a oddechového charakteru.“ Organizuje zábavné i vzdělávací akce pro děti i dospělé, přednášky, hry, krátkodobé i dlouhodobé kurzy, koncerty, divadelní představení, výstavy a dílny. Mezi hudebníky, kteří v centru „12“ vystoupili, patří Jan Burian, Pavel Dobeš, Druhá tráva, Lenka Dusilová, Ivan Hlas Trio, Jablkoň, Ivo Jahelka, Kamelot, Láďa Kerndl, Jaroslav Samson Lenk, Bedřich Ludvík, František Nedvěd, Karel Plíhal, Štěpán Rak, Vlasta Redl, Spirituál kvintet, Jiří Stivín, Marta Töpferová, Žalman a -123 min. V divadelních představeních v centru „12“ účinkovali např. Miroslav Donutil, Miroslav Etzler, Luděk Munzar, Světlana Nálepková, Oldřich Vízner a Jana Šulcová.

## Sport
Největšími sportovními subjekty působícími v katastru Modřany jsou LTC Modřany 2005, Spartak Modřany, SK Modřany a Sokol Modřany.

## Příroda

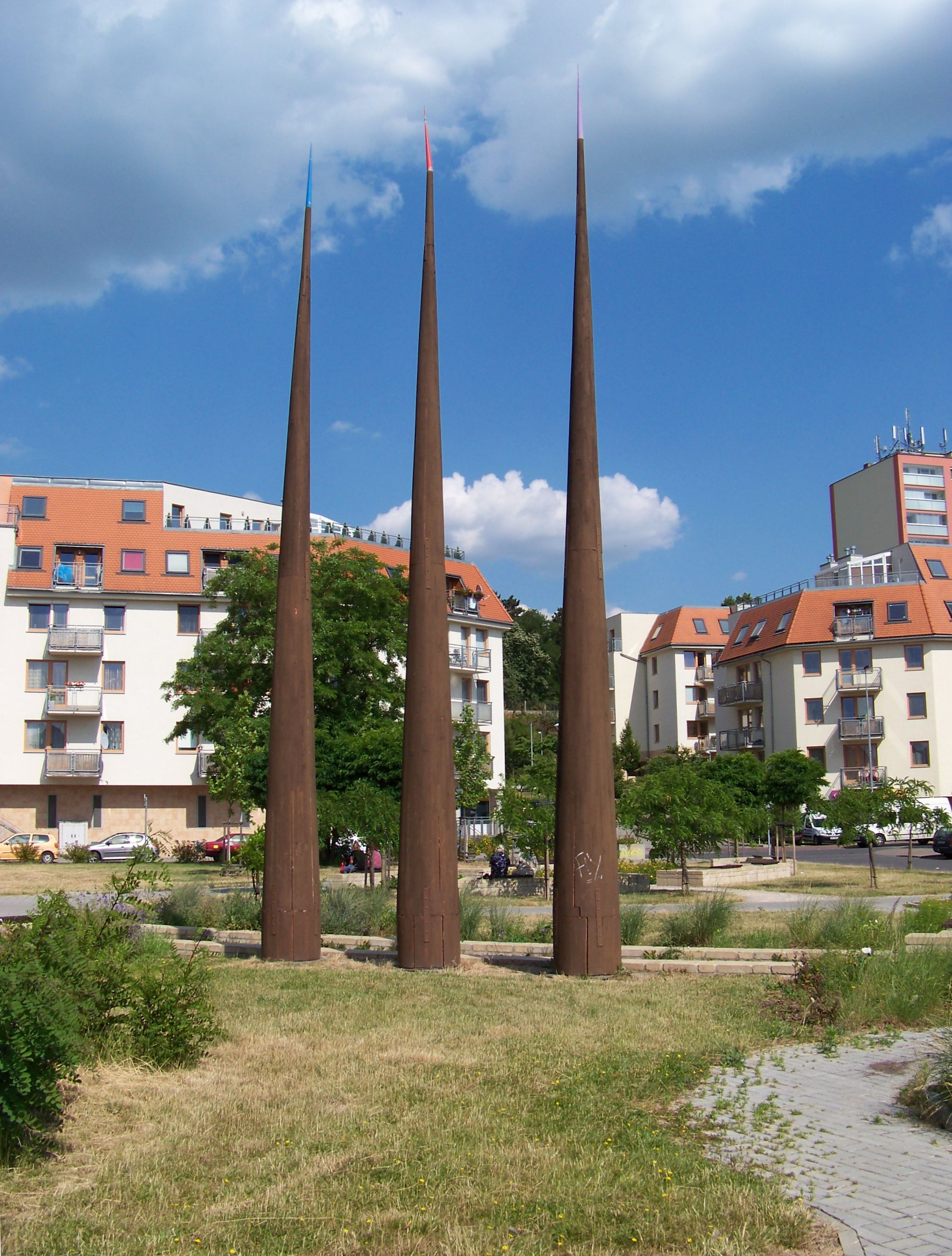
Skulptura Tři hroty v modřanském centrálním parku

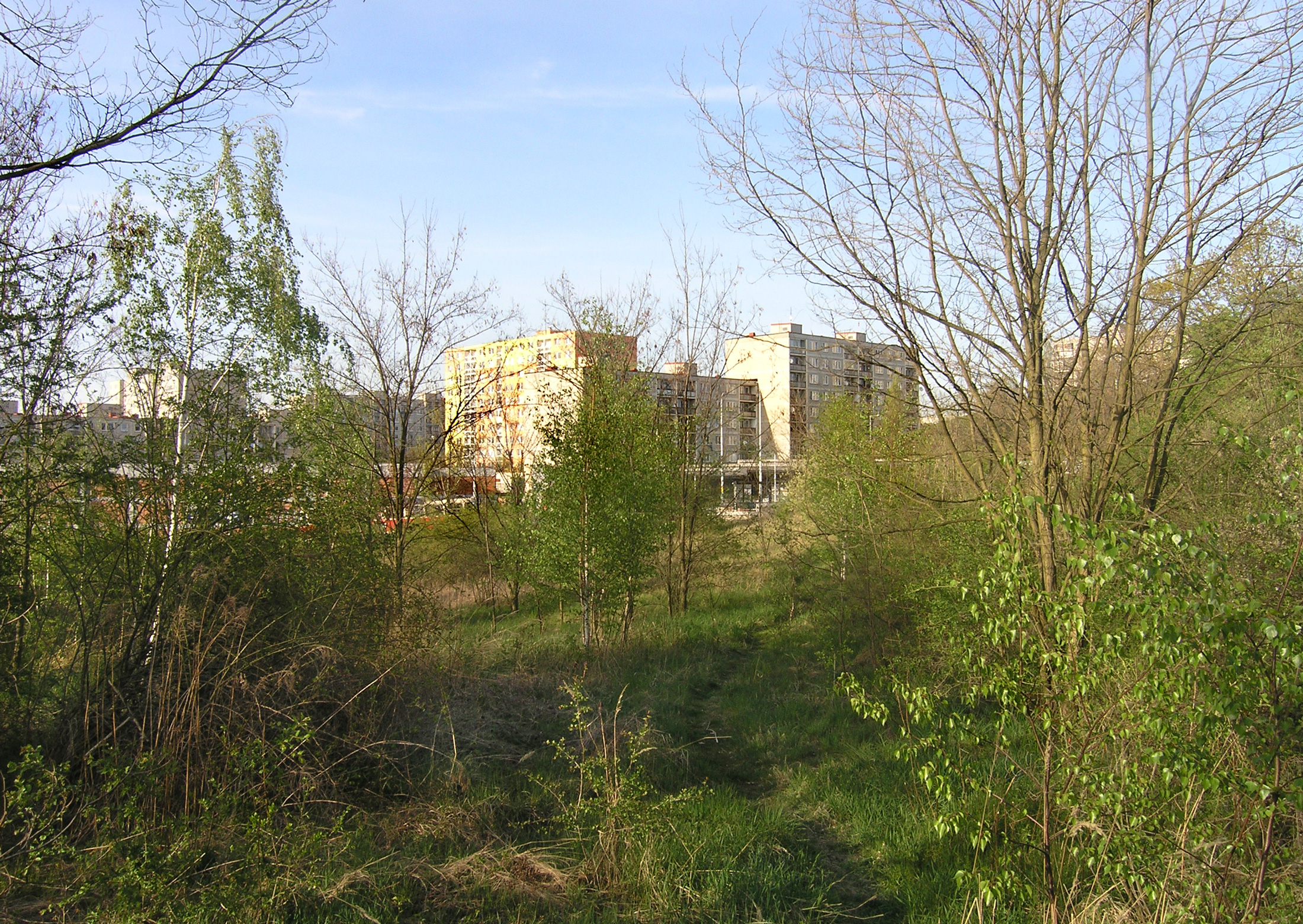
Pohled na sídliště Modřany z Modřanské rokle

Díky rozumnému postupu při výstavbě obytných celků i shodě jiných okolností je území celé Prahy 12 prostoupeno a obklopeno lesy a pěknou přírodou. Obyvatelé mohou využívat několik zajímavých lokalit – chráněných území, z nichž nejvýznamnější jsou Modřanská rokle, kterou protéká Libušský potok, Cholupická bažantnice či některé lokality na Točné, na Šancích a V Hrobech.
- Dub letní v Modřanech – památný strom na křižovatce ulic Generála Šišky a Československého exilu
- Stromořadí studentů v Modřanech – významné stromy v ulici U Modřanské školy
- Lípa republiky – vysazena ke 100. výročí vzniku Československa, Central park Modřany, Obchodní náměstí.

## Doprava
Modřany měly úzké vazby k Praze: již v 60. letech 20. století dojíždělo kolem 2000 obyvatel Modřan za prací do Prahy a kolem 3000–4000 obyvatel Prahy za prací do Modřan, krom toho okolí Modřan Pražané využívali jako výletní a rekreační oblast. V Modřanech pracovalo také mnoho lidí z obcí ležících jižně a jihovýchodně. Ke spojení Modřan s Prahou sloužila lodní doprava, železnice, později i autobusová doprava a nakonec po dlouhých odkladech i tramvajová doprava. Přelomovou událostí pro pobřežní dopravu bylo otevření Vyšehradského tunelu v roce 1905: do té doby se i do Modřan jezdilo z Prahy přes Pankrác nebo po řece.

### Vodní doprava
Vltava byla již od středověku využívána pro voroplavbu. Ještě před druhou světovou válkou se uvažovalo o vybudování vorového přístavu v Modřanech, s vybudováním vltavské kaskády však voroplavba zanikla. Také lodní doprava existovala v této oblasti již v 18. století, kolem řeky vznikly potahové stezky pro vlečení lodí proti proudu a na řece jezy a první plavební komory pro zvýšení splavnosti. 28. června 1865 zahájila Pražská paroplavební společnost pravidelnou paroplavbu v trase Praha – Štěchovice. V době před zřízením železnic a vybudováním silnic na vltavských březích měla lodní doprava dopravní význam a ještě začátkem 30. let 20. století se parníkem běžně jezdilo z Modřan do zaměstnání a do škol. Od 30. let 20. století má lodní doprava jen rekreační význam. V současné době přes Modřany projíždí pouze jeden pár lodních spojů denně o letních víkendech a mezi Prahou a Měchenicemi nemají lodě žádnou zastávku pro nástup a výstup. Na území Modřan je však zdymadlo s plavební komorou pro lodě a sportovní propustí pro malá plavidla (kánoe). První plavební komora zde vznikla již roku 1729, dnešní zdymadlo Modřanský jez byl budován od roku 1979 a dnešní plavební komora byla zprovozněna v květnu 1984.
V okolí Modřan měly velký dopravní význam i vltavské přívozy. Již v roce 1459 je v listině krále Jiřího zmínka o modřanském přívoze, který byl přívoz součástí obchodní cesty z jižních Čech do Prahy – tato zmínka je vztahována k pozdějšímu přívozu z Lahovic do Komořan, který je doložen například roku 1861, koncem 19. století a v první polovině 20. století pak na území Modřan existovaly asi 3 až 4 přívozy, z nichž poslední zanikl roku 1979. Roku 2006 byl zřízen nový přívoz P6 v rámci Pražské integrované dopravy. Most přes Vltavou v Modřanech nikdy nestál ani nebyl vážněji navrhován, pouze v roce 1757 zde vojáci zřídili pontonový most, na němž došlo k bitce mezi českými a pruskými vojáky a v roce 1879 byl navrhován most z Lahovic pro koněspřežnou železnici.

### Železnice
Již v roce 1879 žádali pražští stavitelé Schön a Wessely o koncesi na stavbu koněspřežné železnice z Chuchle přes Lahovice a po novém mostě do Modřan a dále do Nuslí. Dráha měla být ze žlábkových kolejnic, o normálním rozchodu, a i navrhovaným vedením středem silnice připomínala spíše tramvajovou dráhu. Předběžné povolení sice získali, ale další informace o osudu projektu již nejsou známy.
V létě 1881 začaly České obchodní dráhy budovat železniční místní dráhu Nusle – Modřany, která byla zprovozněna 26. listopadu 1881 pro nepravidelnou nákladní dopravu a od 1. března 1882 pro pravidelný provoz včetně osobní dopravy. Roku 1885 dráhu získala Rakouská společnost místních drah a roku 1894 byla dráha zestátněna. Prodloužením roku 1897 do Dobříše a v letech 1900–1905 do Jílového u Prahy se stala jako tzv. Posázavský pacifik atraktivní i pro osobní dopravu. V dubnu 1899 testoval v úseku kolem Modřan (s dobíjením v Nuslích a Modřanech) František Křižík upravený akumulátorový tramvajový vůz č. 18 z libeňské tramvajové dráhy.
Původně vedla trať v Modřanech zastavěnou částí obce a docházelo na ní k mnoha střetům s pěším a silničním provozem. Původní modřanské nádraží stojí poblíž bývalého cukrovaru. Modřanská zastávka poblíž Jiráskova náměstí byla zřízena od pololetního jízdního řádu roku 1937. Úsek v Modřanech byl v roce 1991 přeložen kvůli výstavbě souběžné tramvajové trati, modřanská zastávka poblíž Obchodního náměstí byla v rámci rekonstrukce přemístěna a stala se součástí hlavního přepravního uzlu v Modřanech a nádraží přestalo být pro osobní dopravu využíváno. Vlečka do modřanských strojíren u Komořan je dnes prakticky nevyužívaná, v 90. letech však byla použita pro náhradní železniční osobní dopravu po dobu rekonstrukce Komořanské ulice.

### Silniční síť
Roku 1895 vznikl železný Zbraslavský most a roku 1899 okresní silnice Modřany–Zbraslav, jejíž průtah tvořil severojižní osu tehdejších Modřan; z této silnice vedla odbočka přes Točnou do Dolních Břežan. Na tuto silnici navazovaly východním směrem silnice do Zátiší, Libuše (od 1904 zhruba v oblasti dnešní ulice K Vltavě) a Cholupic (dnešní Hornocholupická, 1915), přičemž z libušské silnice odbočovala ještě lhotecká silnice (1902, zhruba v trase dnešní Povodňové ulice). Roku 1947 byly všechny tyto silnice zestátněny a z původního provedení pro potahovou dopravu byly postupně upraveny pro dopravu motorizovanou: zbraslavská silnice byla na Tylově náměstí (dnes Obchodní náměstí) napřímena demolicí statku U Vošahlíků (č. p. 24) a silnice byla i v dalších místech napřímena a rozšířena, průtahy ostatních silnic získaly v tomto poválečném období asfaltový povrch.
Koncem 70. let a v 80. letech 20. století byla dosavadní silniční síť v Modřanech zastavěna sídlištěm a byly vytvořeny nové páteřní komunikace: ulice Pětiletky (dnes Československého exilu) a Kolarovova (dnes Generála Šišky), pobřežní Modřanská ulice byla v 90. letech zásadně přestavěna a rozšířena.

### Autobusová doprava
Hoteliér ze Zátiší (které tehdy patřilo k Modřanům) František Jiroušek zavedl v únoru 1927 linku z Jungmannova náměstí do Zátiší. V roce 1929 získal licenci pro linku Braník–Hodkovičky a později jezdil také až do Modřan. Od 7. listopadu 1927 po nějakou dobu jezdil bez koncese z Karlova náměstí přes Modřany a Zbraslav na Slapy také podnikatel Jan Radnik. V květnu 1928 zavedl autobusovou linku z pražského Jungmannova náměstí do Modřan zbraslavský podnikatel Vladimír Nedoma, a to bez řádné koncese. Protože v úseku mezi Prahou a Braníkem konkuroval Elektrickým podnikům, ty si na něj opakovaně stěžovaly, což pravděpodobně vedlo k ukončení provozu. Od 18. října 1929 zavedly Elektrické podniky autobusovou linku L v trase Braník–Hodkovičky; pro velký zájem byla linka brzy posílena a od 1. června 1930 prodloužena do Modřan k čáře potravní daně. 16. srpna 1930 však Nedoma zavedl (bez koncese) autobusovou linku Braník–Modřany, na niž nasazoval dva autobusy, které načerno zastavovaly v zastávkách Elektrických podniků a jezdily těsně před autobusy EP, čímž jim přebíraly cestující. Jezdily ve všední dny do Čechovy čtvrti do zastávky U křížku, v neděli na Tylovo náměstí v intervalu až 15 minut. Koncem roku 1930 prodloužil tuto linku opět až do centra Prahy na Jungmannovo náměstí a cenovou politikou záměrně přebíral cestující EP. Magistrátní živnostenský úřad udělil Nedomovi pokutu, ale mezitím provozování dopravy, opět bez koncese, přebral v roce 1931 Nedomův švagr Jan Holub, který po protestech dopravu zastavil 16. listopadu 1931. Zákon č. 198/1932 Sb. n. a z. však uvalil 30% daň z jízdného na linkách přesahujících hranice obcí, což vedlo i ke zrušení linky L ke dni 13. února 1933. Autobusovou linku do Modřan tou dobou zavedly Československé státní dráhy, které k provozu nepotřebovaly koncesi. Teprve zákon č. 77/1935 Sb. n. a z. podmínky pro příměstskou dopravu daňově i koncesně uvolnil. Autobusy ČSD tuto trasu opustily, nová linka pražských Elektrických podniků od branických ledáren do Modřan (do oblasti dnešní zastávky K Vystrkovu), zavedená k 1. červnu 1936, nesla označení X. Za druhé světové války byla sice autobusová doprava v Praze silně omezována, linka X však ještě v lednu 1942 byla 6 nasazovanými vozy jednou ze dvou nejfrekventovanějších pražských autobusových linek, v období od 4. března do 3. června 1945 však byl i zde provoz přerušen. V srpnu 1947 byla linka prodloužena z Tylova náměstí k cukrovaru, v květnu 1950 do Komořan k Modřanským strojírnám.
Od 31. prosince 1951 byla linka X přeznačena na číslo 117 (podle toho, že vyjížděla od konečné tramvaje č. 17). Od 19. září 1958 byla zavedena větev linky 117, která obsluhovala oblast Baby III (dnešní Násirovo náměstí). Nová autobusová obratiště v Modřanech i nová silnice směrem na Baby (zprovozněná 24. září 1953) byly postaveny dobrovolnými pracovními brigádami, jak bylo v té době obvyklé.
Pracující z oblasti Točné, Dolních Břežan, Písnice, Cholupic, Libuše, Okrouhla a Zvole byli ještě po druhé světové válce sváženi do Modřan nákladními auty průmyslových podniků. Tyto podniky a místní národní výbory vyvíjely tlak na zavedení autobusové dopravy ČSAD. Ta byla postupně zaváděna:
- 14. května 1950 na lince Praha – Modřany – Jílové u Prahy (ještě v roce 1992/1993 jako linka ČSAD Vršovice od branického nádraží přes Točnou pod číslem 10900, dnes v podobné relaci jezdí linka PID č. 341)
- 4. října 1953 na lince Praha – Modřany – Točná – Vrané nad Vltavou (ještě v roce 1992/1993 jako linka ČSAD Vršovice od branického nádraží přes Točnou pod číslem 10950, dnes tuto funkci plní linka PID č. 331 jedoucí ze stanice metra Budějovická)
- 17. března 1958 na lince Modřany – Zbraslav – Radotín (dnes tuto funkci plní linka 165 v úseku Modřany – Zbraslav)
- 2. ledna 1961 na lince Praha – Kunratice – Modřany (později pod číslem 01113, roku 1970 zčásti nahrazena linkou 165)
- 28. května 1961 na lince Praha – Modřany – Březová – Oleško (ještě v roce 1992/1993 jako linka ČSAD Vršovice od branického nádraží přes Závist pod číslem 11150, do této oblasti dnes jezdí linka PID č. 333 z Budějovické)

Ještě koncem 60. let chyběla veřejná doprava v oblasti Tyršovy čtvrti (Na Lysinách).
Roku 1959 byla pokusně zavedena rekreační linka 222 od branického nádraží přes Modřany do Komořan, ale pro neúspěch byla zrušena. Roku 1966 byla od branického nádraží na Babu III prodloužena linka 106 z Kačerova, v oblasti Baby III tak nahradila dosavadní odbočnou větev linky 117; v roce 1971 pak byla tato prodloužená část linky 106 nahrazena novou linkou 170.
Dne 20. ledna 1969, tedy krátce po připojení Modřan k Praze, byla zavedena linka 150 z Braníka do Tylovy čtvrtě. V roce 1970 byla zavedena linka 165 od Šeberáku do Modřan na Tylovo náměstí, jen s několika ojedinělými spoji během dne, která v tomto úseku nahradila dosavadní linku ČSAD (v roce 1978 byla pak linka 165 prodloužena od Šeberáku na Jižní Město a v roce 1984 z Modřan do Radotína). Roku 1971 byla zavedena linka 173 od nádraží Braník pro obsluhu oblasti Na Beránku, kvůli absenci vhodné otočky však pokračovala za tehdejší hranici Prahy až do Cholupic. Postupně pak byly nejprve vybrané spoje a pak celá linka prodlouženy až na Točnou. V roce 1995 byl zrušen úsek do Braníka a trasa linky získala skobovitý tvar, kdy se ve směru z Točné z Obchodního náměstí obrací do Tyršovy čtvrtě, vybrané spoje přes sídliště až k Babě III (Násirovo náměstí).
Další vývoj autobusové dopravy je spjat se zprovozněním první trasy metra a poté výstavbou sídliště.
Roku 1975 byla do Modřan zavedena linka 205 ze stanice metra Budějovická, Modřany tehdy projížděla po staré lhotecké silnici. Ke stanici Kačerov byly přeloženy linky 117 a 170, od Budějovické do stanice U otočky byla později zavedena ještě linka 190. Po zprovoznění linky metra B byla zavedena v únoru 1986 linky 210 (pouze ve špičkách) a v září 1986 linka 153 a roku 1987 i linka 253 ke Smíchovskému nádraží. Od 27. května 1995 byla autobusová doprava v tomto směru silně zredukována, protože ji zčásti nahradila tramvaj. Linku 170 v oblasti Modřan nahradila linka 139. Dnes autobusové spoje zajišťují kapacitní dopravu především k stanici metra C Kačerov, v menší míře pak i k stanici metra B Smíchovské nádraží. V září 2009 byla zavedena linka 153 jako špičková posila linky 165 mezi sídlištěm Modřany a sídlištěm Písnice.
Někdy v polovině 90. let linky na Dolní Břežany opustil tradiční dopravce ČSAD Praha-Vršovice a začal zde jezdit soukromý dopravce Pavel(?) Procházka. Jeho linky jezdily nejen Hornocholupickou ulicí, ale i větví přes Závist a Břežanským údolím. 1. července 1998 byla zavedena Pražská integrovaná doprava do oblasti Dolních Břežan a dalších obcí jihovýchodně od Modřan. V rámci těchto změn byly zavedeny linky ČSAD Vršovice (později Connex a Veolia) s čísly 341 a 342 od Belárie přes centrum Modřan a dále souběžně s linkou 173 až na Točnou. Od 1. září 2009 byly tyto linky zkráceny na Obchodní náměstí.
Noční dopravu od roku 1995 zajišťuje především noční linka tramvaje. Ve směru od Lhotky přes sídliště až do konečné Na Beránku jezdila rovněž noční autobusová linka 509, kterou v tomto úseku od 30. srpna 2008 nahradila linka 510.
V roce 2020 Modřany obsluhují Modřany autobusové linky:
117 Poliklinika Budějovická - Nové Komořany
139 Želivského - Komořany
150 Želivského - Na Beránku
157 Kačerov - Násirovo náměstí (jen ve všední dny)
165 Háje - Sídliště Zbraslav
190 Smíchovské nádraží - Na Beránku
910 Na Beránku - Letiště (noční)
960 Obchodní náměstí - Zlatníky–Hodkovice

### Tramvaje
První úvahy o tramvajích do Modřan se objevily již v roce 1898, kdy Elektrické podniky v předběžném projektu trati z Palackého náměstí do Braníka uvažovaly o tom, že v Hodkovičkách by některé tramvajové vozy přejížděly na trať lokální železnice a po ní pokračovaly přes Modřany až na Závist. V roce 1912 se dokonce obce ležící při této trase společně ucházely o koncesi k jejímu vybudování a provozování. Podobný záměr pak v letech 1919 a 1922 uskutečnily ČSD s využitím vlečky podolské cementárny, ale pro malý zájem byla tato železniční doprava vždy brzy zrušena. Tramvajová trať z Braníka do Modřan se objevila v návrhu Elektrických podniků na rozvoj tramvajové sítě již v roce 1936 a tento záměr byl střídavě posouván i opouštěn, nakonec byla trať zprovozněna 26. května 1995. Má podobu „rychlodrážního“ tělesa výrazně odděleného od silniční dopravy, obsluhuje průmyslovou oblast podél Vltavy, centrum starých Modřan (okolí Obchodního náměstí) a jižní část sídliště Modřany. V roce 2023 byla tramvajová trať prodloužena na Libuš a vznikly nové zastávky Hasičská stanice Modřany, Observatoř Libuš, Sídliště Libuš a Libuš. Dalším plánovaným prodloužením trasy je úsek do Komořan vedený od zastávky Nádraží Modřany.
V roce 2025 obsluhují Modřany tramvajové linky:
3 Kobylisy - Sídliště Modřany (Levského)
17 Výstaviště - Sídliště Modřany - Libuš
21 Radlická - Sídliště Modřany

## Další fotografie

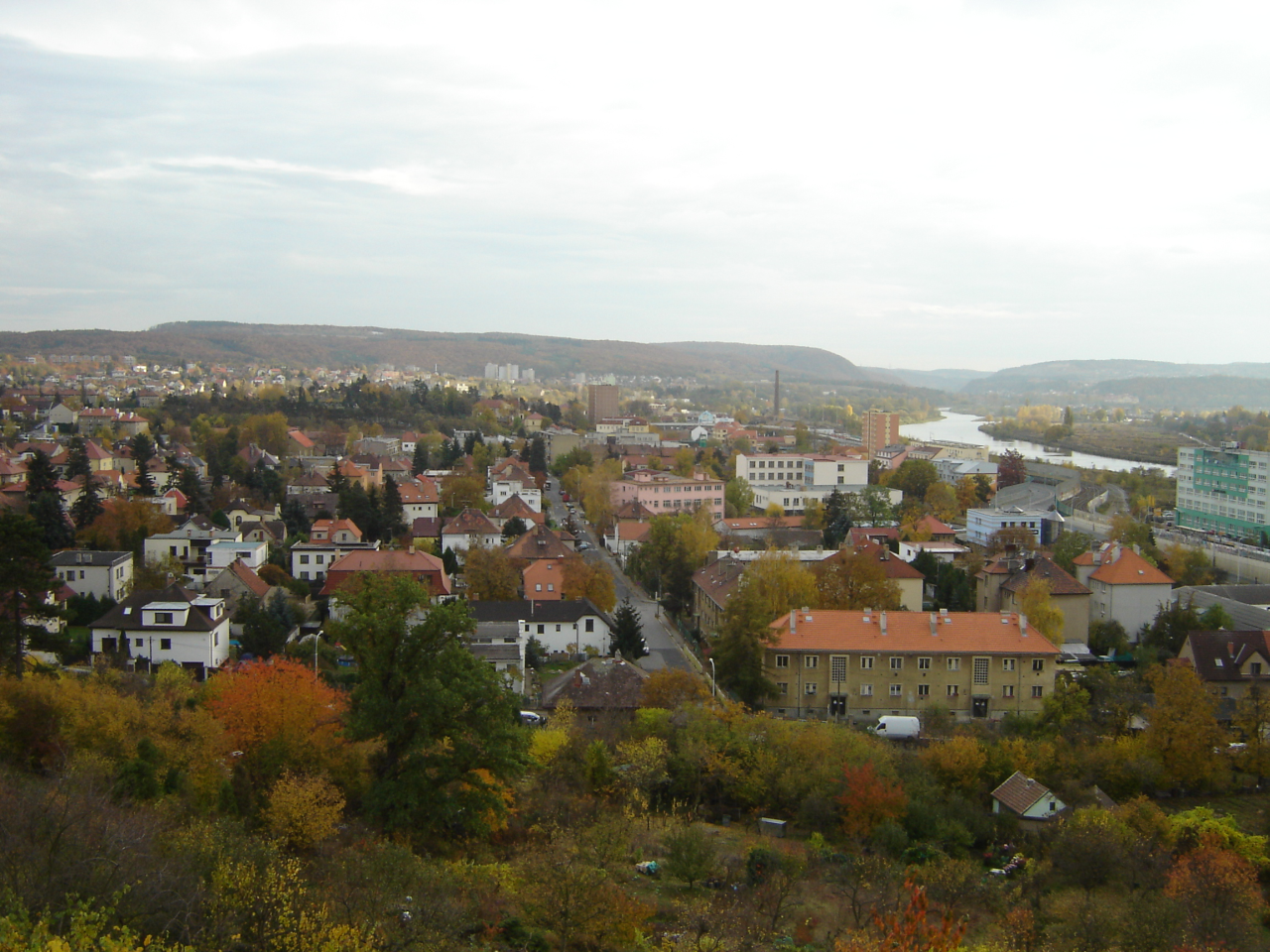
Pohled na „Staré“ Modřany ve dne
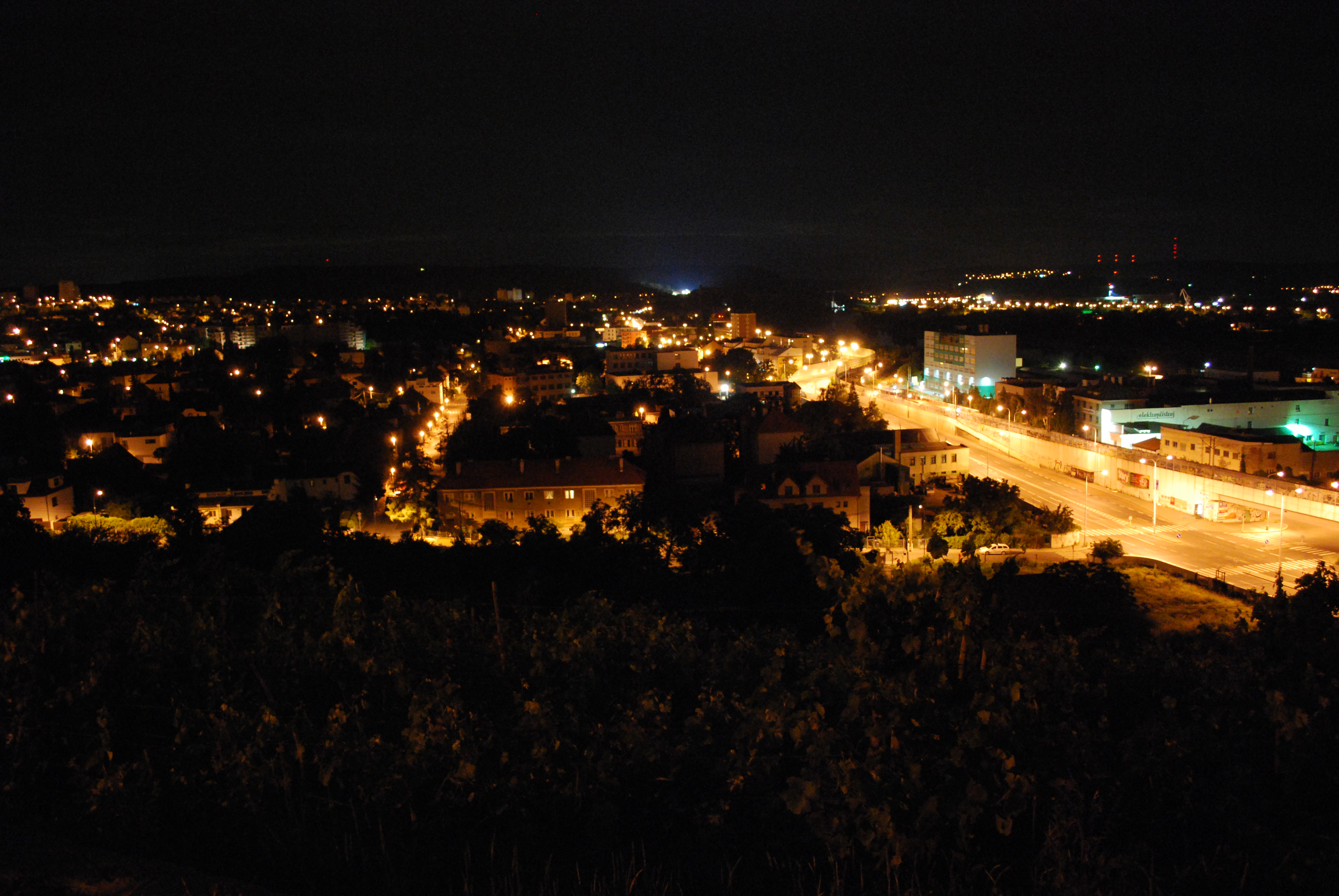
Pohled na „Staré“ Modřany v noci

## Prameny
Základním zdrojem informací o historii Modřan jsou kroniky vedené od r. 1892. Prvním kronikářem se stal učitel Josef Košťálek. Po něm si žezlo kronikářů předávali postupně Josef Kulhavý, Antonín Vlček, Jan Mareš, Jindřich Martinů a Marie Průšová. Nejdůležitější historické informace jsou z kronik přeneseny na oficiální stránky MČ Praha 12, kroniky z posledních let jsou zde přímo v PDF formátu. Všeobecně známým zdrojem informací v knižní podobě z posledních let je Kniha o Praze 12. Poměrně obsáhlé historické informace o Modřanech před nástupem 20. století najdeme v publikaci Smíchovsko a Zbraslavsko, kterou napsali učitelé pod vedením prof. Františka Hansla, c. k. okresního školního inspektora v roce 1899.